# Седемнадесет мига от пролетта
„Седемнадесет мига от пролетта“ (на руски: Семнадцать мгновений весны) е известен съветски телевизионен черно-бял сериен филм, заснет през 1973 г. Създаден е от Горки Филм Студио по едноименната книга на Юлиан Семьонов. Режисьор е Татяна Лиознова. Разделен е на 12 епизода, всеки от които е с продължителност около 70 мин. Общата продължителност на филма е 840 минути.

## Сюжет
Действието във филма се развива в периода от 12 февруари до 24 март 1945 г., малко преди капитулацията на Германия и края на Втората световна война. Описва живота на съветския разузнавач Максим Исаев, който е внедрен във висшите ешелони на Нацистка Германия под името щандартфюрер Макс Ото фон Щирлиц. В ролята на Ширлиц е актьорът Вячеслав Тихонов. Той работи в администрацията на немското разузнаване - СД (служба за сигурност) и получава ценни сведения относно висшия държавен апарат на Райха. Щирлиц има за цел да разбере кой от ръководителите на немците има намерение да води сепаративни преговори за примирие със САЩ и Великобритания.
За филма са написани 12 песни от Микаел Таривердиев, но едва 2 от тях намират място в него – „Мгновения“ и „Где-то далеко“.

## В ролите
| Актьор                  | Персонаж | Озвучител       |
| ----------------------- | --- | --------------- |
| Юрий Багинян            | адютант на Херман Гьоринг                                                                                           |                 |
| Валентин Белоногов      | немски войник |                 |
| Михаил Бочаров          | шуцман |                 |
| Вилхелм Бурмайер        | райхсмаршал Херман Гьоринг (серии 1, 3), лейтенант, началник контролен пункт на швейцарската граница (серии 11, 12) |                 |
| Паул Буткевич           | свързочник | Олег Мокшанцев  |
| Леонид Броневой         | Групенфюрер СС Хайнрих Мюлер                                                                                        |                 |
| Юрий Визбор             | рахслайтер Мартин Борман                                                                                            | Юрий Соловев    |
| Николай Волков (младши) | Ервин Кин |                 |
| Валентин Гафт           | Геверниц |                 |
| Николай Горлов          | портиер в хотел „Вирджиния“                                                                                         |                 |
| Сергей Голованов        | посланик на Великобритания в СССР                                                                                   |                 |
| Екатерина Градова       | Катрин Кин (Катя Козлова)                                                                                           |                 |
| Николай Гриценко        | генерал във вагона                                                                                                  |                 |
| Евгений Гуров           | собственика на магазина за птици                                                                                    |                 |
| Владлен Давыдов         | сътрудник на Дълес                                                                                                  | Артем Карапетян |
| Фриц Диц                | Адолф Хитлер | Евгений Вестник |
| Алексей Добронравов     | пазач на къщата на Щирлиц                                                                                           |                 |
| Лев Дуров               | Клаус |                 |
| Евгений Евстигнеев      | професор Плейшнер (Хуго Плейшнер)                                                                                   |                 |
| Владимир Емельянов      | генерал-фелдмаршал Вилхелм Кайтел                                                                                   |                 |
| Михаил Жарковский       | Обергрупенфюрер СС Ернст Калтенбрунер                                                                               |                 |
| Константин Желдин       | оберштурмбанфюрер СС Вилхелм Холтоф                                                                                 |                 |
| Юрий Заев               | Биттнер |                 |
| Едуард Изотов           | адютант на Хитлер                                                                                                   |                 |
| Юрий Катин-Ярцев        | астроном |                 |
| Владимир Кенигсон       | Краузе |                 |
| Андро Кобаладзе         | Сталин |                 |
| Владимир Козел          | кюре |                 |
| Станислав Коренев       | адютант на Калтенбрунер                                                                                             |                 |
| Евгений Кузнецов        | Групенфюрер СС Фридрих Крюгер                                                                                       |                 |
| Леонид Куравльов        | оберштурмбанфюрер СС Курт Айсман                                                                                    |                 |
| Евгений Лазарев         | сътрудникът на съветското разузнаване Емелянов                                                                      |                 |
| Василий Лановой         | обергрупенфюрер от СС Карл Волф                                                                                     |                 |
| Григорий Лямпе          | физикът Рунге |                 |
| Лаврентий Масоха        | Щандартенфюрер от СС Шолц, помощник на Мюлер                                                                        |                 |
| Ото Меллис              | Хелмут Калдер | Евгений Жариков |
| Емилия Мильтон          | фрау Заурих |                 |
| Рудольф Панков          | Едноокия |                 |
| Владлен Паулус          | съветник при немското посолство                                                                                     |                 |
| Евгений Перов           | стопанинът на кръчмата „При грубия Готлиб“                                                                          |                 |
| Ростислав Плятт         | пастор Фриц Шлаг |                 |
| Николай Прокопович      | Райхсфюрер-СС Хайнрих Химлер                                                                                        |                 |
| Клен Протасов           | стенограф на Сталин                                                                                                 |                 |
| Виктор Рождественский   | адютант на Химлер                                                                                                   |                 |
| Владимир Рудий          | Коваленко |                 |
| Алексей Сафонов         | щурмбанфюрер СС Юрген Ролф                                                                                          |                 |
| Светлана Светличная     | Габи Набел |                 |
| Владимир Смирнов        | собственикът на явочната квартира                                                                                   |                 |
| Юрий Соковнин           | шофьорът на Борман                                                                                                  |                 |
| Олга Сошникова          | унтершарфюрер СС Барбара Крайн                                                                                      |                 |
| Вячеслав Тихонов        | Щандартенфюрер СС Макс Щирлиц                                                                                       |                 |
| Олег Табаков            | бригадефюрер СС Валтер Шеленберг                                                                                    |                 |
| Инна Ульянова           | дамата с лисицата                                                                                                   |                 |
| Петр Чернов             | Громов |                 |
| Вячеслав Шалевич        | Алън Дълес |                 |
| Елеонора Шашкова        | жената на полковник Исаев (Щирлиц)                                                                                  |                 |
| Георгий Шевцов          | полицаят Холтоф |                 |
| Алексей Ейбоженко       | Гюсман |                 |
| Ян Янакиев              | Долман |                 |

## Излъчване в България
Премиерно филмът е излъчен по Българска телевизия (БТ).
В България филмът се е излъчвал за първи път в цветна версия в ефира на Българска свободна телевизия от 2 декември 2019 г., всеки понеделник от 21:00, а от вторник до петък от 20:30. Повторения на епизодите се излъчват от вторник до петък в 16:55. Филмът завършва на 17 декември. Излъчването по Военен телевизионен канал започва на 27 юли 2020 г., всеки делничен ден от 20:00 и повторение на епизода от 14:30 на другия ден. Завършва на 11 август. Излъчването по Канал 4 започва на 4 август 2020 г., всеки делничен ден от 20:00 (по 2 епизода) и повторение на епизода на другия ден от 08:00. Завършва на 11 август.

## Снимачен екип
- Сценарист: Юлиан Семьонов
- Режисьор: Татяна Лиознова
- Оператор: Петр Катаев, Анатолий Буравчиков
- Художник-постановчик: Борис Дуленков
- Художник: Мариам Биловская
- Композитор: Микаел Таривердиев
- Тон режисьор: Леонард Бухов
- Текст на песента към филма: Роберт Рождественский
- Изпълнител на песента към филма: Йосиф Кобзон
- Текст зад кадър: Ефим Копелян

„Седемнадесет мига от пролетта“ получава „Държавна премия на РСФСР“ през 1976 г.